# Charles Herman-Wurmfeld
Charles Herman-Wurmfeld est un réalisateur et acteur américain né le 5 juillet 1966 aux États-Unis.

## Filmographie

### comme réalisateur
- 1994 : Fabian's Freeak Show
- 1995 : Fanci's Persuasion
- 2001 : La Tentation de Jessica (Kissing Jessica Stein)
- 2001 : The Facts of Life Reunion (TV)
- 2003 : La blonde contre-attaque (Legally Blonde 2: Red, White & Blonde)
- 2005 : Stella (série TV)
- 2007 : The Hammer

### comme acteur
- 1994 : Fabian's Freeak Show : Zannah
- 1995 : Fanci's Persuasion : Theo
- 2000 : Alcatraz Avenue : Dylan
- 2001 : See Jane Run : Stoned Clerk

## Distinctions

### Récompenses
- Primé aux Glitter Awards de 2003 pour la Best Lesbian Feature dans Kissing Jessica Stein (2001)
- Primé au Festival du film de l'Ouest (Los Angeles - IFP) en 2001 d'un Audience Award pour le Best Feature Film pour Kissing Jessica Stein (2001)
- Primé au Festival du film juif de Louisville de 2002 pour le Best Film pour Kissing Jessica Stein (2001)
- Primé au Festival du film de Miami de 2002 d'un Audience Award pour Kissing Jessica Stein (2001)

### Nominations
- Nommé au Festival du cinéma américain de Deauville en 2002 en vue du Grand prix du jury pour Kissing Jessica Stein (2001)